# Tor Hogne Aarøy
Tor Hogne Aarøy(Álesund, 20 de março de 1977) é um ex-futebolista norueguês que atuava como atacante.

## Carreira
Aaroy jogou durante quase toda sua carreira profissional no futebol noruegues, passando ainda jovem pelos clubes Spjelkavik IL, Frigg Oslo FK e Rosenborg. No inicio de 2001 transferiu-se para o Aalesunds Fotballklubb, principal clube de sua cidade natal.
Na sua longa passagem pelo clube criou grande identificação ajudando a  ganhar os dois títulos da historia do clube, a Copa da Noruega nas edições de 2009 e 2011.
No inicio de 2012 migrou-se para o futebol japones, para atuar na segunda divisão pelo JEF United. No clube japones acabou não sendo tão utilizado pelo técnico. Voltou ao Aalesunds FK no inicio de 2013 para encerrar a carreira no final da temporada europeia de 2013/2014.

## Referencias
1. ↑  https://www.abcnyheter.no/nyheter/2009/01/27/82417/drillo-tok-aaroy-pa-senga